# Come Down in Time
Come Down in Time è un brano country rock composto ed interpretato da Elton John. Il testo è di Bernie Taupin.
Proveniente dall'album Tumbleweed Connection (registrato nello stesso periodo di Elton John, nel 1970), si presenta come un brano lento, dove è messo in evidenza il pianoforte di Elton. La voce è calda e descrive una storia d'amore che sembra prendere le distanze dal concept di tutto il resto dell'album (ispirato al Vecchio West e ai protagonisti immortalati nell'immaginario collettivo). In ogni caso, le parole di Bernie Taupin anticipano Love Song, scritta da Lesley Duncan. Vengono messi in evidenza un'arpa (suonata da Skaila Kanga) e un oboe.
Come Down In Time è stata molto lodata da alcuni critici nella sua totalizzante bellezza. Ne esiste anche una cover di Sting (che mette in evidenza Elton al pianoforte), contenuta nell'album tributo Two Rooms: Celebrating the Songs of Elton John & Bernie Taupin.